# Püha (Saaremaa)
Koordinaten: 58° 18′ N, 22° 43′ O

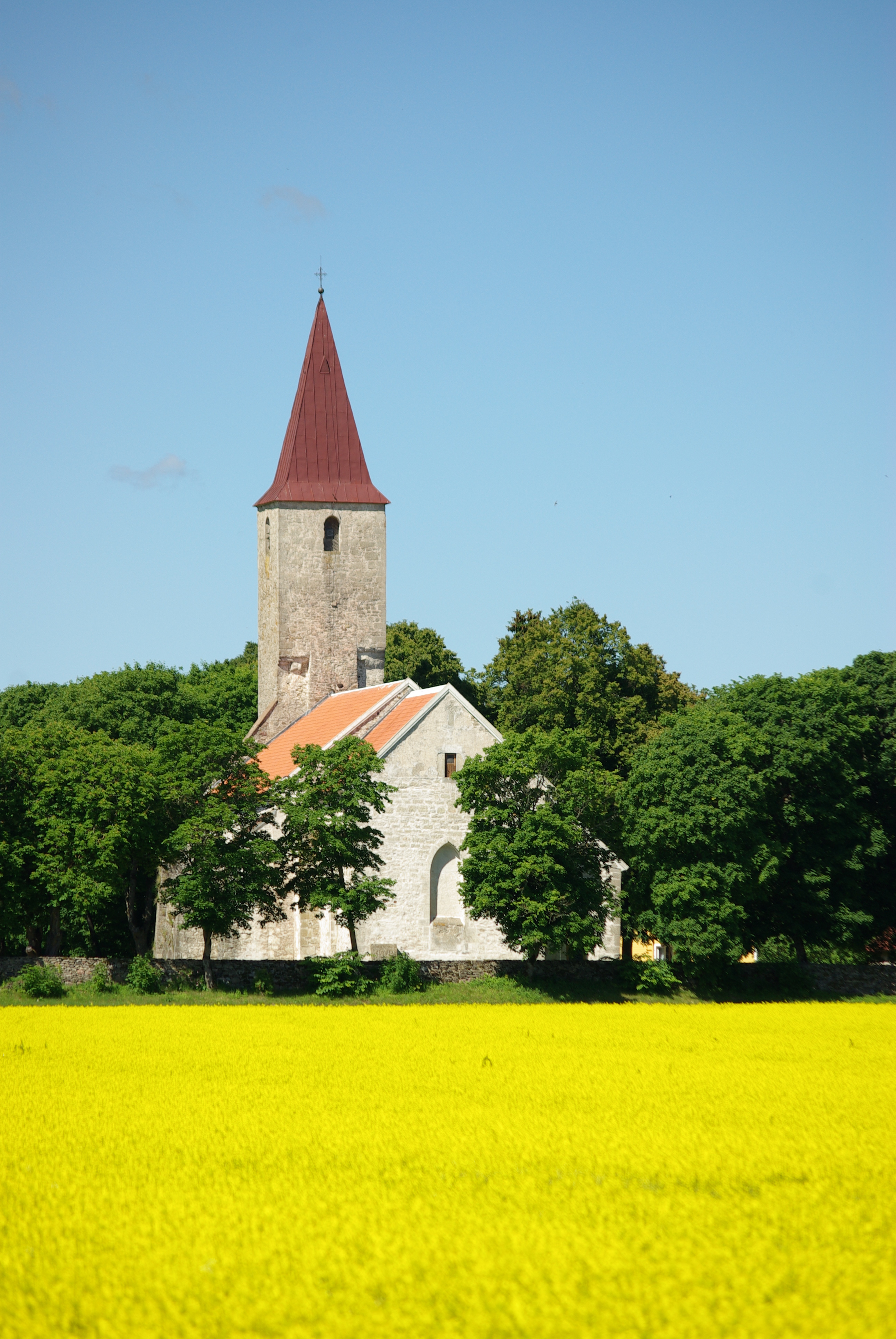
Kirche

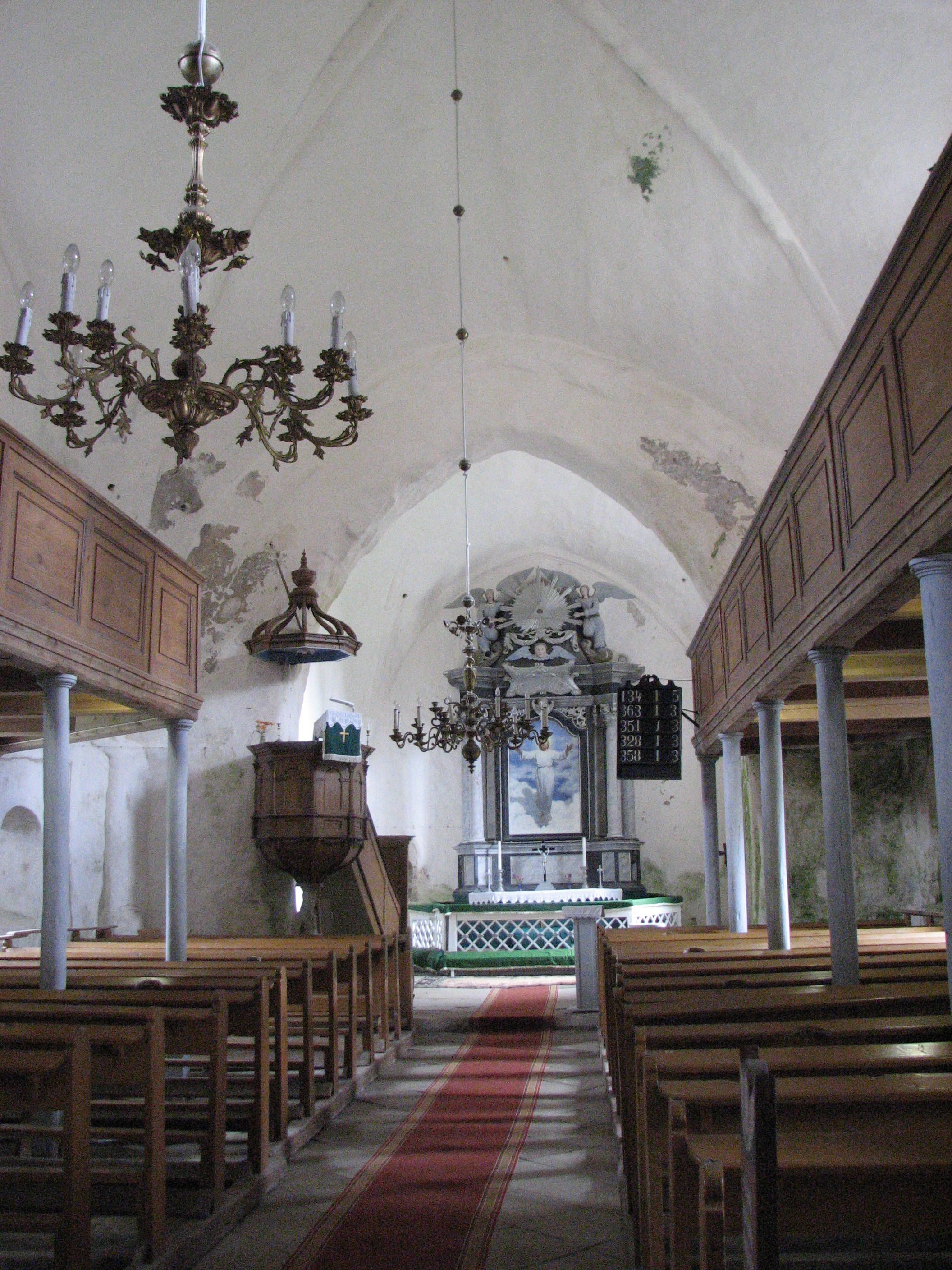
Blick in den Innenraum

Püha (deutsch Pyha) ist ein Dorf (estnisch küla) auf der größten estnischen Insel Saaremaa. Es gehört zur Landgemeinde Saaremaa (bis 2017: Landgemeinde Pihtla) im Kreis Saare.

## Einwohnerschaft und Lage
Das Dorf hat 67 Einwohner (Stand 31. Dezember 2011). Es liegt 16 Kilometer nordöstlich der Inselhauptstadt Kuressaare.

## Kirche
Die heute evangelisch-lutherische St. Jakobi-Kirche von Püha gehört zu den ältesten Gotteshäusern der Insel Saaremaa. Der Chor wurde wahrscheinlich bereits Ende des 13. Jahrhunderts errichtet, das einschiffige Langhaus und die Gewölbe im 14. Jahrhundert. Der Charakter einer Wehrkirche ist auch heute noch deutlich zu sehen.
Der ursprüngliche Turm stammt aus den Jahren um 1500. Der Turmhelm wurde erst 1924 nach Plänen des Architekten und Kunsthistorikers Johannes Leopold Gahlnbäck (1855–1934) geschaffen.
Während des Livländischen Kriegs richteten 1576 russische Truppen unter Zar Iwan in Püha ein Massaker unter der estnischen Zivilbevölkerung an. Sie verbrannten in der Kirche alle Einwohner, die dort Schutz gesucht hatten. Nach den starken Zerstörungen wurde die Kirche wieder aufgebaut.
Die spätbarocke Altarwand ist ein Werk des aus Kuressaare stammenden Tischlers Gottfried Böhnke (oder Böhme) von 1793. Es ist eine leicht unbeholfene Kopie aus der Rigaer Domkirche. Die frühklassizistische Kanzel stammt aus dem Jahr 1793. Das Altargemälde zeigt die Himmelfahrt Christi; es stammt vermutlich von dem örtlichen Gutsherren Ludwig von Sass aus dem Jahre 1904.

## Friedhof
Um die Kirche errichteten die Adligen seit dem 18. Jahrhundert ihre Grabkapellen. Von den Gebäuden sind meist nur noch die Grundmauern erhalten.
Auf dem Friedhof von Püha ist neben anderen der Deutschbalte Peter Heinrich von Frey (1757–1833) beigesetzt, der fast fünfzig Jahre als Pastor in Püha tätig war. Aus seiner Feder stammt auch das erste estnischsprachige Lehrbuch für Arithmetik (Arropiddamise ehk Arwamisse-Kunst). Es erschien 1806 in Tartu.